# ۱۰ روی ده
۱۰ روی ده یک فیلم مستند ایرانی محصول ۱۳۸۳ به کارگردانی عباس کیارستمی است.
در این فیلم، کیارستمی در حالی که پشت فرمان اتومبیل مشغول رانندگی است با نیم نگاهی به دوربین در حدود یک ساعت دربارهٔ شیوه فیلم‌سازی خود سخن می‌گوید. کیارستمی در ۱۰ روی ده مانند فیلمی آموزشی، آموخته‌ها و نظریات خود در مورد سینما را در ده پرده به بیننده ارائه می‌دهد.

## جوایز و حضور در جشنواره‌ها

کیارستمی در نمایی از فیلم

این فیلم به همراه پنج در بیست و نهمین جشنواره فیلم تورنتو به نمایش درآمد و با استقبال تماشاگران و منتقدان روبرو شد. این فیلم در جشنواره‌های فیلم دیگری همچون جشنواره فیلم کن، سائوپائولو و آدلاید نیز به نمایش درآمده است.